# Гурович, Михаил Иванович
Михаил Иванович Гурович (Моисей Давыдович Гуревич; 1862, Российская империя —  1915, Крым, Российская империя) — участник революционного движения, затем секретный агент и сотрудник Департамента полиции.

## Биография
Сын купца. Учился в Харьковском ветеринарном институте. В 1888 году за участие в Общестуденческом союзе был выслан в Сургут на три года под надзор полиции. Оттуда «за несносный дерзкий характер» переведён в Якутскую область с увеличением срока надзора на два года. В 1889 году вызван в Якутск для отбывания воинской повинности, в том же году привлечён к делу о составлении политическими ссыльными адреса «Гражданам Французской республики» в честь столетия Великой Французской революции.  
В начале 1890-х годов завязывает отношения с охранным отделением и переезжает в европейскую часть России.
Являясь агентом полиции, Гурович вступает в контакт с нелегальными и полулегальными кружками и становится фактическим издателем одного из первых марксистских журналов «Начало» (формально издателем значилась его жена А. А. Воейкова).
В 1896 году раскрывает полиции народовольческую типографию в Лахте под Петербургом, а в 1901 — типографию группы «Рабочее знамя» в Козлове.
В 1901 году получили огласку сведения о связи Гуровича с полицией. В 1902 году за границей специально созданная за рубежом комиссия социал-демократов разбирала дело Гуровича, который лично явился на заседания и отрицал свою вину. Несмотря на это, комиссия признала его агентом-провокатором.
После разоблачения Гурович открыто поступает на службу в Департамент полиции. В 1903 году он — заведующий Румынской и Галицийской агентурой. В 1904 переводится в Санкт-Петербург на должность инспектора охранных отделений. В 1905 г. - начальник канцелярии помощника наместника на Кавказа по политической части. В 1906 году вышел в отставку, затем жил в Крыму, где и умер в 1915 году.